# Éditions Liana Levi
 (novembre 2018).
Les Éditions Liana Levi sont une maison d'édition française indépendante sise dans le 5e arrondissement de Paris, fondée en 1982, qui publie une trentaine de titres par an, répartis en six collections (plus une collection d'une dizaine de titres en format poche, créé en 2002 sous le nom de « Piccolo »).
Elles publient notamment Milena Agus, Andreï Kourkov et Iain Levison.

## Historique
Liana Levi a fondé sa maison d’édition du même nom en 1982. Journaliste en France pour des publications italiennes, Liana Levi souhaitait se lancer dans l’édition. S’associant tout d’abord avec Sylvie Messenger elle a appris assez rapidement les ficelles du métier d’éditeur et a pu se lancer seule grâce notamment à la présence dans son catalogue de Primo Levi.

## Description

### Économique
La maison qui emploie aujourd’hui six salariés a un capital social de 92 000 euros, son chiffre d'affaires annuel pour l’année 2009 est de 818 457 euros et son résultat net de 10 000 euros.

### Politique éditoriale
Si Liana Levi a su s’imposer, c’est grâce à une politique éditoriale sélective basée sur la publication de livres qui se démarquent de l’ordinaire des publications. En effet, deux questions s’imposent lors de la lecture de manuscrits : « a-t-il quelque chose de plus ou de mieux que les autres ? » et « comment allons-nous le défendre ? ».
C’est ainsi que la maison peut compter parmi ses auteurs et autrices la Sarde Milena Agus,, dont le roman Mal de pierres (2007) a su enthousiasmer le public français et a été son plus gros succès avec la publication de 160 000 exemplaires, l'Ukrainien Andreï Kourkov qui a remporté un succès international grâce à son premier roman Le Pingouin (2000),, ou encore Kim Thúy avec la publication de son premier roman Ru (2010),.

## Catalogue et collections
La maison Liana Levi dispose d’un catalogue de 400 titres et publie une trentaine de nouveautés par an, dont une dizaine de poches dans les domaines les plus divers : essais, témoignages historiques, romans policiers, beaux livres, et littérature étrangère et française qui se répartissent sur les sept collections de la maison. 
La première, celle qui recense le plus grand nombre d’ouvrages est celle de la littérature avec 12 nouveautés sur les 26. C’est ici que l’on trouve les grands auteurs de la maison (Milena Agus, Andreï Kourkov, Philippe Delepierre, Ernest J. Gaines, Iain Levison, Soma Morgenstern et Primo Levi). 
Vient ensuite « A corps et à crime », la collection de policiers qui, elle aussi, s’ouvre à des auteurs français comme étrangers. On remarque la présence du livre de Naïri Nahapétian, Qui a tué l’ayatollah Kanuni, un roman policier qui répond aussi à la politique d’originalité de la maison puisque l’auteure donne au lecteur une nouvelle vision de la société iranienne. 
Les collections « Histoire » et « Opinion », qui à elles deux comptent 4 nouveautés, sont composées d’essais artistiques ou d’opinion, de récits de vie, de faits historiques ou encore de biographies allant du thème de l’histoire du jazz (L’Odyssée du jazz) jusqu’à des récits sur Oradour-sur-Glane en passant par les passions de Léonard de Vinci (Léonard ou les sciences de la peinture). 
La collection de beaux livres se constitue de livres illustrés : album-photos ou livres parlant de religion (Christianisme, bouddhisme, islam, judaïsme) ou de thèmes tout à fait différents tel que celui de la cuisine (Simplissimo !) avec la présence du thème récurrent qu’est l’Italie. 
Enfin, il y a les collections « L’autre guide » et « Piccolo ». Celle-ci lancée en 2002 et inaugurée avec Poeti de Primo Levi, rassemble des inédits et des rééditions dans un format semi-poche. Elle rassemble 8 nouveautés pour l’année 2010. « L’autre guide » quant à elle est la collection de guides touristiques. Aussi lancée en 2002, elle propose un autre regard sur les pays à travers une présentation des modes de vie locaux avec pour premier titre L’Italie des Italiens. De nouveaux auteurs français sont venus enrichir depuis quelques années le catalogue, Aline Kiner, Négar Djavadi, Emmanuel Grand et des auteurs étrangers comme Qiu Xiaolong, Sebastian Rotella, Eva Dolan, Silvia Avallone, Kim Thuy et Alessandro Piperno,.